# Harper Simon
Harper James Simon (New York City, Nova Iorque, 7 de Setembro de 1972) é um músico e compositor norte-americano. É filho do cantor Paul Simon e da sua primeira esposa, Peggy Harper.

## Biografia
Harper teve contacto com a música desde muito cedo, por influência do pai. Com 4 anos, apareceu com o pai num episódio da Rua Sésamo, em que se explicava às crianças o processo de gravação dum disco. Em 1986, aos 14 anos, acompanha o pai na tour de apresentação do álbum Graceland, onde o acompanhou à guitarra em algumas músicas.
Estudou no  Berklee College of Music em Boston, Massachusetts, indo viver um tempo para Londres, a seguir. Aí formou uma banda, os Menlo Park, com o baterista Seb Rochford.
Actualmente vive em Los Angeles, sendo músico profissional. Habitualmente trabalha com Seb Rochford, Sean Lennon, Yuka Honda, Eleni Mandell, entre outros, incluindo o pai, Paul Simon e, a actual esposa do pai, Edie Brickell.

## Filantropia
Em 2005, Simon tocou no Quantum Shift, um concerto dado em Nova Iorque, destinado a ajudar os sobreviventes do Terramoto de Kashmira, ocorrido a 8 de Outubro de 2005, onde mais de 73 mil pessoas morreram e, mais de 3,5 milhões ficaram desalojadas. Actuou com Suphala, Edie Brickell, Paul Simon, Sean Lennon e Yoko Ono.